# Mas del Gravat (Tercui)
El Mas del Gravat és una masia del poble de Tercui, de l'antic terme de Sapira, pertanyent actualment al municipi de Tremp.
Està molt allunyada a llevant del poble, de manera que queda més a prop d'altres nuclis com Claramunt, però l'orografia del lloc fa que les comunicacions siguin per la vall de Tercui. És al fons de la vall del barranc de Russirera, afluent del dels Masets, a l'esquerra del curs d'aigua. És al nord-nord-est del Puny del Moro, també al nord-nord-est de Claramunt, però en valls diferents.